# Wo Jia
Wo Jia (沃甲), aussi appelé Qiang Jia (羌甲), Kai Jia (開甲) et Long Jia (龍甲), de son nom personnel Zi Yu (子逾). Il était le quatorzième roi de la dynastie Shang. Il succéda à son frère Zu Xin et fut intronisé à Bi (庇) en -1490. Il régna de -1490 à -1465. Zu Ding lui succéda.